# Montgenèvre
Montgenèvre é uma comuna francesa na região administrativa da Provença-Alpes-Costa Azul, no departamento de Altos-Alpes. Estende-se por uma área de 40,07 km². Em 2010 a comuna tinha 470 habitantes (densidade: 11,7 hab./km²).